# 키아바리

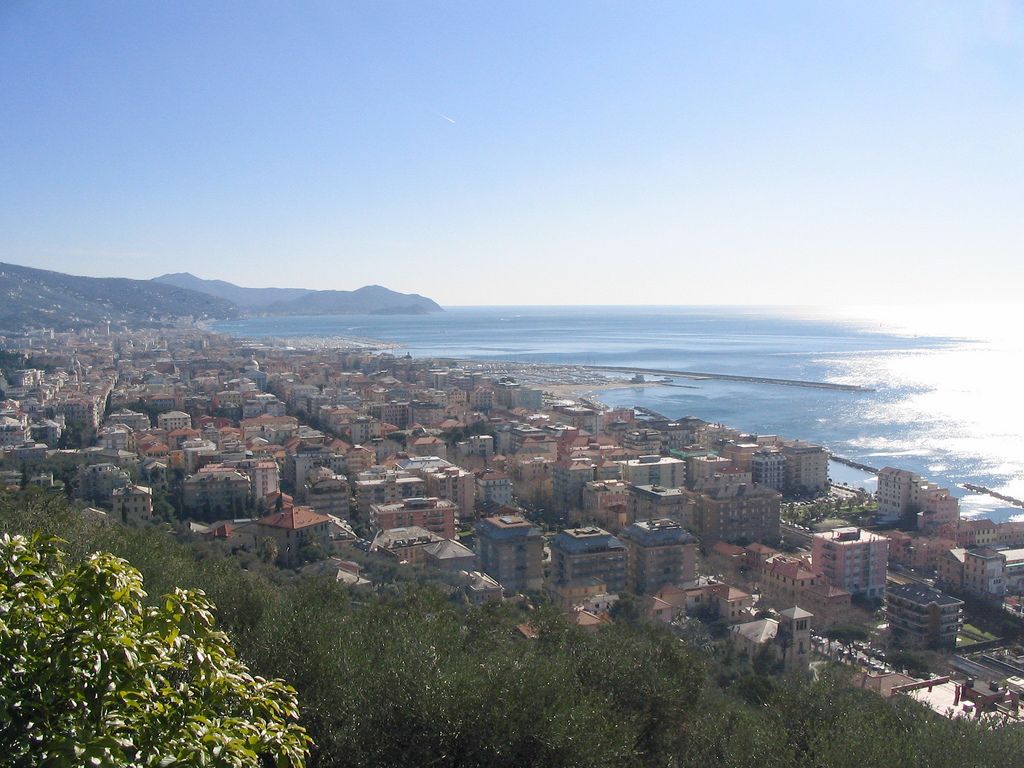

키아바리(이탈리아어: Chiavari}는 이탈리아 제노바 현의 도시이다. 인구는 약 28,000명이다. 엔텔라 강 하구 주변에 위치해 있다.

## 역사

### 로마 이전 및 로마 시대
기원전 8~7세기로 거슬러 올라가면 현재 키아바리가 위치해 있는 지역에서 로마 이전의 네크로폴리스가 발견된다.

### 중세 시대
1147년 키아바리 성이 건조되었다. 옛 도시에는 성과 대저택을 포함한 13세기 건물과 아케이드들이 있으며, 산 살바토레 디 라반가 교회가 1224년 교황 인노첸시오 4세에 의해 건립되었다.
1613년, 대성당이 재건되었다. 고대 인본주의적인 전통의 중심지로 유명한 키아바리는 사본과 초기 간행본을 모아둔 공립 도서관이 있다.

### 1800년대
1805년부터 1814년까지 키아바리는 프랑스 제1제국의 짧은 기간 생존한 아펜니노 부서(Apennins Departments of France)의 수도 역할을 했다.
키아바리 철도역은 1868년 문을 열었으며, 도시 중심부와 해변가 사이의 통로에 위치해 있다.

### 1930년대
콜로니아 파라(Colonia Fara) 건물이 파시스트 정권 체제 중에 1935년에 건립되었다.

## 스포츠
2014년, 비르투스 엔텔라 축구팀이 사상 처음으로 이탈리아 세리에 B로 승격되었다.